# Bosgouet
Bosgouet é uma comuna francesa na região administrativa da Normandia, no departamento de Eure. Estende-se por uma área de 9,48 km². Em 2010 a comuna tinha 734 habitantes (densidade: 77,4 hab./km²).